# النجمة الحمراء (صحيفة)
النجمة الحمراء (بالروسية : Кра́сная звезда́، كراسنايا زڤزدا) هي الصحيفة الرسمية لوزارة دفاع الاتحاد الروسي، وكانت كذلك الصحيفة الرسمية لوزارة الدفاع في الاتحاد السوفيتي السابق. وقد تأسست في 1 يناير 1924.

## روابط خارجية
- الموقع الرسمي